# Rimpelsnuit
De rimpelsnuit (Andrena combinata) is een vliesvleugelig insect uit de familie Andrenidae. De wetenschappelijke naam van de soort is voor het eerst geldig gepubliceerd in 1791 door Christ.